# Seconda guerra siriaca
La seconda guerra siriaca fu un conflitto combattuto tra l'impero seleucide di Antioco II e il regno tolemaico  di Tolomeo II tra il 260 e il 253 a.C. Lo scontro vide la vittoria dell'alleanza macedonico-siriaca (con l'appoggio del re macedone Antigono Gonata)  contro la dinastia tolemaica, che perse grosse porzioni di territori in Asia Minore.

## Antefatto
Dopo più di quaranta anni di guerre seguiti alla morte di Alessandro Magno, passate alla storia come guerre dei Diadochi, emersero alcuni grandi stati che furono successivamente detti regni ellenistici. Tra questi i più forti militarmente e i più organizzati furono il Regno di Siria, fondato da Seleuco nei possedimenti orientali dell'Impero macedone, e il Regno tolemaico, retto dalla dinastia macedone dei Lagidi, che Tolomeo I si era ritagliato in Egitto, difendendolo dalle pretese degli avversari.
Tra Tolomei e Seleucidi i conflitti furono frequenti, in particolare per stabilire le reciproche sfere d'influenza nell'area palestinese (Celesiria), tradizionale punto di scontro tra il Regno d'Egitto e i potentati mediorientali fin dall'età del bronzo.

## La guerra
Lo scontro oppose da un lato l'Egitto, e dall'altro la Siria alleata della Macedonia, che intendeva stabilire definitivamente la sua egemonia sui territori greci e le isole dell'Egeo (in particolare le Cicladi della Lega dei Nesioti). I seleucidi, retti da Antioco II, intendevano affermarsi invece in Asia minore occidentale e meridionale e ottenere rivincite per i territori sottratti da Tolomeo nella prima guerra siriaca (cioè Caria, Licia, Panfilia, Cilicia, Cipro compresa).
Un duro colpo ai tolemaici fu assestato con la vittoria nella battaglia di Cos del 255 a.C. ca., quando la flotta macedone sconfisse quella egiziana. Anche sulla terraferma Tolomeo II dovette subire gravi perdite in Asia minore.

## Conseguenze
Il conflitto ebbe termine con la sottoscrizione di due paci separate, una nel 255 a.C. e l'altra nel 253 a.C. prima con la Macedonia e poi con la Siria. A queste fece seguito poi un'alleanza tra impero seleucide e regno tolemaico, suggellata dal matrimonio tra Antioco II e Berenice, figlia di Tolomeo II. Per sposare Berenice Antioco dovette ripudiare la precedente moglie, Laodice. Ma proprio il matrimonio tra Antioco e Berenice costituirà il pretesto per il successivo conflitto, quando il re siriaco sceglierà come successore il figlio della prima moglie, Seleuco. Alla morte di Antioco (246 a.C.) Tolomeo III mosse guerra al nuovo re seleucide nell'interesse della sorella Berenice e del figlio di questa, Seleuco.